# Charter Undercoverette

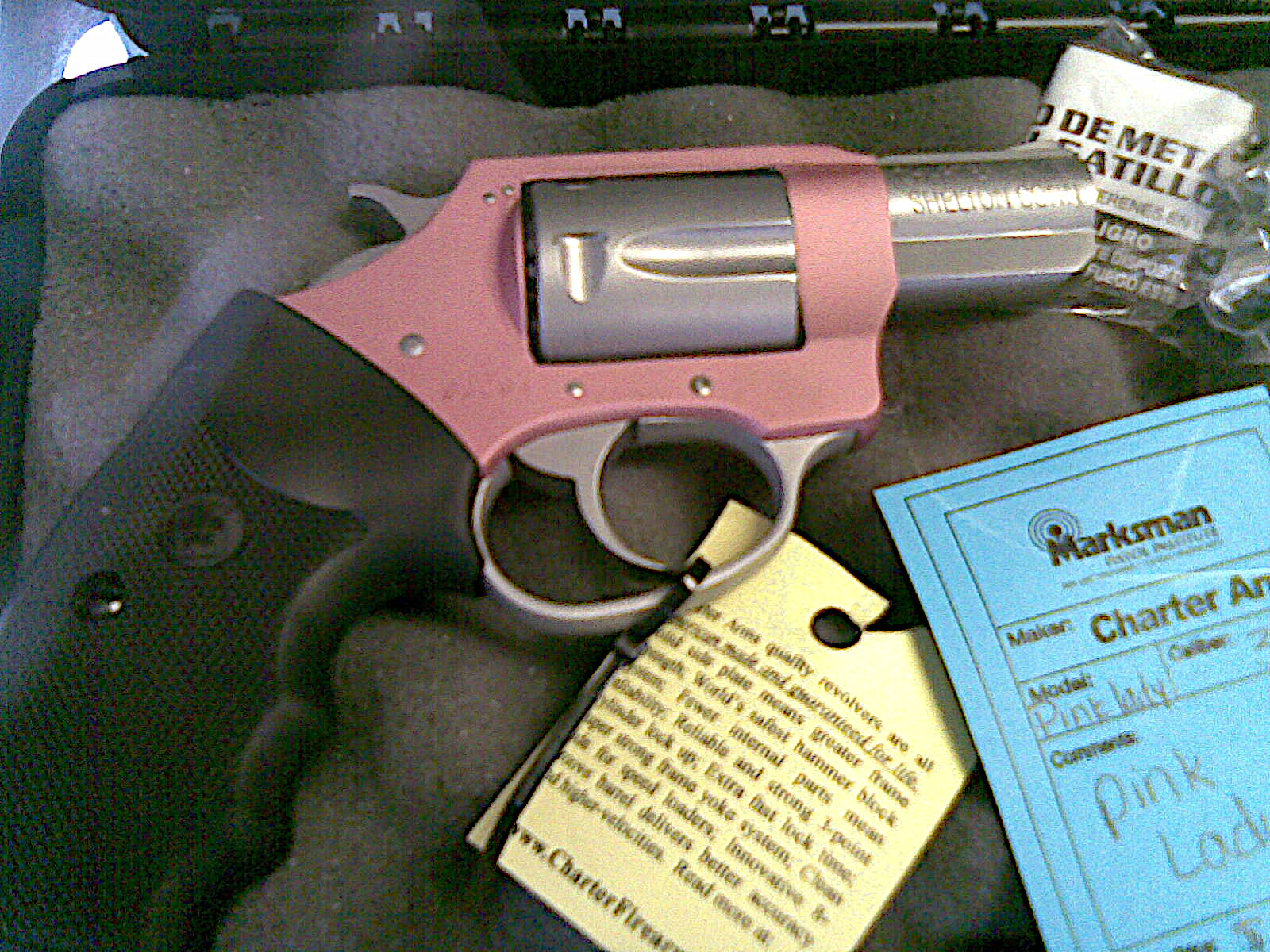
Un Charter Pink Lady calibre .32 Magnum. Cette version moderne de l'Undercoverette reçoit finition rose. Ses canon et barillet sont polis gris mat.

Le Charter Arms Undercoverette est un revolver de la firme américaine Charter Arms mis en vente entre 1977 et 1982 comme une version en .32 S&W long de son Charter Undercover. Ses clients furent les officiers de police et détectives (port discret et/ou arme de secours), majoritairement féminins, et les citoyens pour leur défense personnelle, aux États-Unis, principalement.

## Description
C'est un petit revolver possédant une carcasse en alliage léger (470 g sans cartouches) et un barillet à capacité standard (6 coups). Il fonctionne en double action classique. Il mesure 159 mm avec son canon de 51 mm (2 pouces anglais). Sa visée est fixe.

## Sources
- R. Caranta, Les Armes de votre Défense, Balland, 1977
- J. Huon, Encyclopédie de l'Armement mondial, tome 3, Grancher 2012.